# Evania demeijerei
Evania demeijerei är en stekelart som beskrevs av Cameron 1906. Evania demeijerei ingår i släktet Evania och familjen hungersteklar. Inga underarter finns listade i Catalogue of Life.